# Руссоїзм
Руссоїзм — громадсько-літературна течія XVIII ст., зумовлена філософськими, естетичними, педагогічними, етичними, історичними поглядами та творчістю французького письменника і мислителя доби Просвітництва Жана-Жака Руссо (1712—78).
Вчення Руссо, що стало реакцією проти панування розуму і проголосило права почуття, засноване на принципі сентименталізму в поєднанні із двома іншими принципами: індивідуалізму і натуралізму; коротко воно може бути визначене як троякий культ: почуття, людської особистості і природи. На цьому базисі тримаються всі ідеї Руссо: філософські, релігійні, моральні, суспільно-політичні, історичні, педагогічні та літературні. Вчення знайшло масу послідовників. Руссо виклав свої ідеї в трьох головних творах: «Новій Елоїзі», «Еміль» та «Суспільному договорі».